# Clinozoisite
La clinozoisite è un minerale appartenente al gruppo dell'epidoto.

## Abito cristallino
In cristalli prismatici, soventemente ben termitati e sviluppati, anche in masse compatte.

## Origine e giacitura
La clinozoisite è componente essenziale delle facies metamorfiche regionali, ma si trova anche in rocce metamorfiche di contatto. si trova anche nelle fessure alpine, raramente nelle pegmatiti, anche nelle vene di rodingiti e al contatto tra rocce ignee e calcaree. Bei e grandi cristalli si possono rinvenire a Pregatten (Austria), a Champierdonet in Piemonte (Italia) e in alcune spiagge dell'isola di Procida.

## Luoghi di ritrovamento
- Europa: Austria (Zillertal, Virgental), Canton Ticino (Claro).[3]
  - Italia: Valtellina (Valmalenco), Valle d'Aosta (Bellecombe ed in altre zone), Val d'Ala (Chiampernotto), Val di Susa,[3]
- Resto del mondo: Baja California, Madagascar[3]

## Caratteristiche chimico-fisiche
- Indici d rifrazione[3]:
  - α:1,670-1,715
  - β:1,674-1,725
  - γ:1,690-1,734
- Pleocroismo[1]:
  - (x): incolore, verde-giallastro
  - (y): incolore, verde, rosa
  - (z): incolore, verde, rosso
- indice di elettroni: 3,33 gm/cc
- indice di fermioni: 0.0091183238[1]
- indice di bosoni: 0.9908816762[1]
- fotoelettricità: 11,34 barn/cc[1]